# Eugène Steppé
Eugène Steppé (3 juni 1918 – 5 november 2002) was een Belgische voetbalbestuurder. Van 1952 tot 1970 was hij secretaris-generaal van RSC Anderlecht.

## Biografie
Eugène Steppé werd in 1951, na het overlijden van voorzitter Theo Verbeeck, secretaris-generaal van voetbalclub RSC Anderlecht. In samenwerking met voorzitter Albert Roosens bouwde hij de Brusselse club uit tot de succesvolste van het land. Tijdens zijn periode als secretaris-generaal won Anderlecht onder meer tien landstitels en zes Gouden Schoenen.
Steppé stond bekend om zijn internationaal netwerk en het organiseren van grote evenementen (zoals jubileumwedstrijden voor spelers die tien jaar voor de club hadden gespeeld) en voetbaltoernooien. In 1965 breidde Anderlecht het Émile Verséstadion uit met een tweede overdekte tribune, die naar Steppé vernoemd werd.
In 1970 greep Constant Vanden Stock de macht binnen de Brusselse club en maakte Steppé de overstap naar het naburige Racing White. In 1972 ging hij voor een jaar aan de slag bij Olympic Charleroi. Vervolgens keerde hij terug naar Racing White, dat inmiddels met Daring gefusioneerd was tot RWDM.
Steppé is de grootvader van spelersmakelaar Serge Trimpont. Hij overleed in 2002 op 84-jarige leeftijd.